# Будиночок у серці
«Будиночок у серці» — романтична мелодрама 2014 року з Марією Сьомкіною та Хореном Левоняном у головних ролях.

## Сюжет
Артур — молодий батько-одинак, щойно влаштувавшись на роботу особистим водієм, розбиває дорогий автомобіль Maserati. Йому пропонують угоду — фіктивний шлюб на певних умовах. Це вигідно і Артуру, який розбереться зі своїми боргами, і Катерині — власниці авто. Молода та успішна підприємиця Катерина, яка очолює компанію уже шість років, могла втратити бізнес, який належав її батьку. Перед смертю батько склав заповіт, за умовами якого компанія може залишитися одній із двох дочок, якщо вони матимуть чоловіка та трьох дітей. Артур погоджується на шлюб заради майбутнього свого сина та двох доньок. До того ж він дізнається, що його дідусь тяжко хворий. Артур і Катя змушені навідати його у Вірменії.
Родина Артура живе у мальовничому куточку Вірменії. Уся сім'я рада була зустріти свого близького та ще й з нареченою, окрім тата. Батько тримав образу за перший шлюб сина, бо той одружився без схвали Рубена. Усі намагаються залагодити конфлікт, а троє дітей роблять спробу зблизити Артура та Катю. Виконавши волю дідуся Артура, пара погоджується одружитися у родинному колі. Катерина, яка вже встигла закохатися, чує зізнання Артура близьким про фіктивність шлюбу. Це засмучує її і вона непомітно втікає. Артур робить спробу розшукати її, та це нелегко. Удавшись до допомоги свого батька, він знаходить Катерина. Щаслива пара одружується.

## У ролях
| Актор               | Персонаж        | Роль            |
| ------------------- | --------------- | --------------- |
| Марія Сьомкіна      | Катерина        | підприємиця     |
| Хорен Левонян       | Артур           | водій Катерини  |
| Армен Джигарханян   | Дід             | дідусь Артура   |
| Катерина Стриженова | Елен            | мати Артура     |
| Олександр Хачатрян  | Рубен           | батько Артура   |
| Джулія Погосова     | Аня             | донька Артура   |
| Сергій Погосов      | Сергій          | син Артура      |
| Емілія Погосова     | Емілія          | донька Артура   |
| Ян Цапник           | Макс            | чоловік Марії   |
| Олег Шкловский      | Віктор Павлович | дядько Катерини |
| Анастасія Стежко    | Марія           | сестра Катерини |
| Фріда Йорк          | Арміне          | сестра Артура   |

## Створення фільму

### Виробництво
Зйомки фільму проходили в Москві, Єревані та Діліжані.

### Знімальна група
- Кінорежисер — Грач Кешишян
- Сценарист — Михайло Погосов
- Кінооператор — Артур Караян
- Кіномонтаж — Едуард Матенцян
- Художник-постановник — Олександр Оганезов
- Художник по костюмах — Лусіне Хачатрян